# Neonatologia

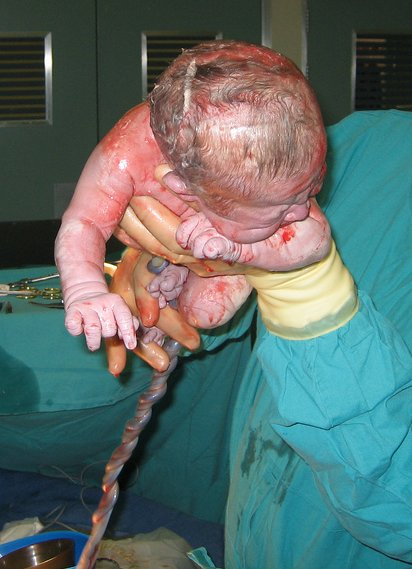
Nadó acabat de nàixer.

La neonatologia és una subespecialitat de la pediatria que consisteix en l'atenció mèdica dels nounats, especialment els malalts o prematurs. És una especialitat hospitalària i es practica normalment en unitats de cures intensives neonatals (UCIN). Els principals pacients dels neonatòlegs són els nounats que estan malalts o requereixen atenció mèdica especial a causa de la prematuritat, el baix pes en néixer, la restricció del creixement intrauterí, les malformacions congènites (defectes de naixement), la sèpsia, la hipoplasia pulmonar o l'asfíxia durant el naixement.

## Història
Tot i que la comunitat mèdica reconeixia les altes taxes de mortalitat infantil almenys des de la dècada de 1860, els avenços en les cures intensives neonatals modernes han provocat una disminució significativa de la mortalitat infantil a l'era moderna. Això s'ha aconseguit mitjançant una combinació d'avenços tecnològics, una millor comprensió de la fisiologia del nounat, millors pràctiques d'higiene i el desenvolupament d'unitats especialitzades per a cures intensives neonatals. Cap a mitjans del segle XIX, l'atenció als nounats estava en els seus inicis i estava dirigida principalment per obstetres; no obstant això, a principis del segle XX, els pediatres van començar a assumir un paper més directe en l'atenció als nounats. El terme neonatologia va ser encunyat pel Dr. Alexander Schaffer el 1960. L'American Board of Pediatrics va establir una certificació oficial per a la neonatologia el 1975.
El 1835, el metge rus Georg von Ruehl va desenvolupar una incubadora rudimentària feta de dues banyeres metàl·liques encaixades que envoltaven una capa d'aigua tèbia. A mitjans de la dècada de 1850, aquestes "banyeres d'escalfament" s'utilitzaven regularment a l'Hospital Foundling de Moscou per al suport dels nadons prematurs. El 1857, Jean-Louis-Paul Denuce va ser el primer a publicar una descripció del seu propi disseny d'incubadora similar, i va ser el primer metge a descriure la seva utilitat en el suport dels nadons prematurs a la literatura mèdica. El 1931, el Dr. A Robert Bauer va afegir millores més sofisticades a la incubadora que permetien el control de la humitat i el subministrament d'oxigen, a més de les capacitats de calefacció, contribuint encara més a millorar la supervivència dels nounats.